# Шоломиничівська сільська рада
Угрівська сільська рада  — колишній орган місцевого самоврядування у Городоцькому районі Львівської області з центром у с. Шоломиничі.

## Загальні відомості
Історична дата утворення: в 1994 році.

## Населені пункти
Сільраді були підпорядковані населені пункти:
- с. Шоломиничі

## Склад ради
- Сільський голова: Гриб Богдан Григорович
- Секретар сільської ради:
- Загальний склад ради: 12 депутатів

### Керівний склад ради
| ПІБ                   | Основні відомості                                                             | Дата обрання | Дата звільнення |
| --------------------- | ----------------------------------------------------------------------------- | ------------ | --------------- |
| Магалюс Степан Якович | Сільський голова, 1955 року народження, освіта, безпартійний                  | 26.03.2006   | 31.10.2010      |
| Магалюс Степан Якович | Сільський голова, 1955 року народження, освіта незакінчена вища, безпартійний | 31.10.2010   |                 |

Примітка: таблиця складена за даними джерела

### Депутати
Результати місцевих виборів 2010 року за даними ЦВК
| № зп                                                | № округу                                            | Прізвище, ім'я, по батькові                         | Дата визнання обраним                               | Відомості про обраного депутата                     |
| Політична партія Всеукраїнське об'єднання «Свобода» | Політична партія Всеукраїнське об'єднання «Свобода» | Політична партія Всеукраїнське об'єднання «Свобода» | Політична партія Всеукраїнське об'єднання «Свобода» | Політична партія Всеукраїнське об'єднання «Свобода» |
| Самовисування                                       | Самовисування                                       | Самовисування                                       | Самовисування                                       | Самовисування                                       |
| --------------------------------------------------- | --------------------------------------------------- | --------------------------------------------------- | --------------------------------------------------- | --------------------------------------------------- |